# Hiroshi Morie
Hiroshi Morie (jap. 森江博 Morie Hiroshi; ur. 22 stycznia 1968 w Amagasaki, zm. 29 października 2023) znany jako Heath – basista legendarnego japońskiego zespołu X JAPAN. Dawny członek wielu zespołów w Japonii w późnych latach 80. i wczesnych 90. tj. Paranoia, Media Youth czy Majestic Isabelle. W sierpniu 1992 Heath dołączył do X JAPAN na miejsce Taiji'ego. Pierwszy raz można usłyszeć go na mini albumie Art of Life. Wraz z X w 1996 r. nagrał ostatni album  zespołu Dahlia.
Od 1994 r. nagrał 2 solowe płyty Heath i Gang Age Cubist oraz kilka singli, pojawił się także na solowym krążku wraz ze swoimi kolegami z zespołu, Patą i hide. Piosenka Heatha Lovers of labyrinth została wykorzystana w zakończeniu serialu anime pt. "Detective Conan". Po rozwiązaniu X JAPAN wraz z Patą przyłączył się do grupy "Dope HEADz", gdzie wydali 2 albumy. W czerwcu 2003 r. "Dope HEADz" zakończyło swoją działalność, a Heath wraz z Sinichiro Suzuki (wokal) założył zespół R.A.T.S., który rozpadł się 29 sierpnia 2004 r. 12 października Heath, Issay (wokal), Say-Ichirou (gitara), Matarou (perkusja) stworzyli nowy zespół, a w czerwcu 2005 r. do wiadomości publicznej została podana oficjalna nazwa zespołu - Lynx.

## Śmierć
Heath zmarł na raka w październiku 2023 roku w wieku 55 lat. O jego śmierci poinformowano 7 listopada. Jak podaje źródło magazynu, muzyk źle się czuł od początku roku, a kiedy udał się do lekarza, zdiagnozowano u niego raka, który był już w zaawansowanym stadium. Według doniesień Heath nie poinformował o swoim stanie kolegów z X JAPAN. Zgodnie z oficjalnym oświadczeniem opublikowanym 11 listopada na jego stronie internetowej w czerwcu u Heatha zdiagnozowano raka jelita grubego. Zmarł w szpitalu 29 października 2023 r. po nagłym pogorszeniu stanu zdrowia.

## Dyskografia
Albumy
- Heath (1995)
- Gang Age Cubist (1998)

Single
- Traitor (1997)
- Crack Yourself (1998)

## Filmografia
- "We Are X" (2016, film dokumentalny, reżyseria: Stephen Kijak)[7]